# Stade de Reims 1963-1964
Questa voce raccoglie le informazioni riguardanti lo Stade de Reims nelle competizioni ufficiali della stagione 1963-1964.

## Stagione
Nonostante l'assenza di Raymond Kopa, squalificato per sei mesi in seguito a delle critiche sulle condizioni finanziarie dei giocatori, nelle prime dieci gare lo Stade Reims si ritrovò fra le pretendenti alla guida della classifica. Nelle giornate successive, gli infortuni di gran parte della rosa dei titolari provocarono una crisi di risultati che fece piombare lo Stade Reims al terzultimo posto, nella zona valida per gli spareggi promozione-retrocessione e l'allenatore Camille Cottin venne affiancato da Jean Prouff. In seguito la squadra non fu più in grado di uscire dal fondo della classifica, e con un punto ottenuto nelle ultime cinque gare, i Rouges et Blancs finirono definitivamente nella zona valida per la retrocessione diretta, risultando fuori dalla corsa alla salvezza con un turno di anticipo e stabilendo il record stagionale di attacco meno proficuo del campionato.
Il cammino dello Stade Reims in coppa nazionale si fermò agli ottavi di finale: eliminati Stade Français e, dopo ripetizione, il Lilla, i Rouges et Blancs furono fermati da una sconfitta di misura contro il Nizza.

## Maglie
| Manica sinistra · Manica sinistra · Maglietta · Manica destra · Manica destra · Pantaloncini · Calzettoni |

## Rosa
| N. |                    | Ruolo | Calciatore            |
| -- | ------------------ | ----- | --------------------- |
|    | Francia (bandiera) | P     | Maurice Barreau       |
|    | Francia (bandiera) | P     | Christian Laudu       |
|    | Francia (bandiera) | D     | Claude Dubaële        |
|    | Francia (bandiera) | D     | Bernard Hiegel        |
|    | Francia (bandiera) | D     | Raymond Kaelbel       |
|    | Francia (bandiera) | D     | Jean-Philippe Lemenan |
|    | Francia (bandiera) | D     | René Masclaux         |
|    | Francia (bandiera) | D     | Claude Robin          |
|    | Francia (bandiera) | D     | Bruno Rodzik          |
|    | Francia (bandiera) | D     | Jean Wendling         |
|    | Francia (bandiera) | C     | Michel Bojko          |
|    | Francia (bandiera) | C     | Louis Bourgeois       |
|    | Francia (bandiera) | C     | André Hess            |

| N. |                      | Ruolo | Calciatore       |
| -- | -------------------- | ----- | ---------------- |
|    | Francia (bandiera)   | C     | Michel Heusghem  |
|    | Francia (bandiera)   | C     | Raymond Kopa     |
|    | Francia (bandiera)   | C     | Marcel Moreau    |
|    | Francia (bandiera)   | C     | Paul Sauvage     |
|    | Francia (bandiera)   | C     | Robert Siatka    |
|    | Francia (bandiera)   | C     | François Soltys  |
|    | Marocco (bandiera)   | A     | Hassan Akesbi    |
|    | Francia (bandiera)   | A     | François Bruant  |
|    | Francia (bandiera)   | A     | Jean-Paul Gaidoz |
|    | Argentina (bandiera) | A     | Ernesto Gianella |
|    | Francia (bandiera)   | A     | William Hehn     |
|    | Francia (bandiera)   | A     | Roger Piantoni   |
|    | Francia (bandiera)   | A     | Jean Vincent     |

## Calciomercato

### Sessione estiva
| Acquisti | Acquisti              | Acquisti | Acquisti |
| R.       | Nome                  | da       | Modalità |
| -------- | --------------------- | -------- | -------- |
| D        | Jean-Philippe Lemenan |          |          |
| C        | Michel Bojko          |          |          |
| C        | Louis Bourgeois       |          |          |
| A        | Jean-Paul Gaidoz      |          |          |
| A        | William Hehn          |          |          |

| Cessioni | Cessioni          | Cessioni | Cessioni      |
| R.       | Nome              | a        | Modalità      |
| -------- | ----------------- | -------- | ------------- |
| P        | Dominique Colonna |          | fine carriera |
| D        | Claude Dubaële    | Rennes   |               |
| C        | Robert Siatka     | Nantes   |               |
| A        | Guy Sparza        | Le Havre |               |

### Sessione invernale
| Acquisti | Acquisti         | Acquisti | Acquisti |
| R.       | Nome             | da       | Modalità |
| -------- | ---------------- | -------- | -------- |
| C        | André Hess       | Monaco   |          |
| A        | Ernesto Gianella | Nizza    |          |

| Cessioni | Cessioni      | Cessioni | Cessioni |
| R.       | Nome          | a        | Modalità |
| -------- | ------------- | -------- | -------- |
| A        | Hassan Akesbi | Monaco   |          |

## Statistiche

### Andamento in campionato
| Giornata  | 1  | 2  | 3 | 4 | 5 | 6 | 7 | 8 | 9 | 10 | 11 | 12 | 13 | 14 | 15 | 16 | 17 | 18 | 19 | 20 | 21 | 22 | 23 | 24 | 25 | 26 | 27 | 28 | 29 | 30 | 31 | 32 | 33 | 34 |
| --------- | -- | -- | - | - | - | - | - | - | - | -- | -- | -- | -- | -- | -- | -- | -- | -- | -- | -- | -- | -- | -- | -- | -- | -- | -- | -- | -- | -- | -- | -- | -- | -- |
| Luogo     | C  | T  | T | C | T | C | T | C | T | C  | T  | C  | C  | T  | C  | C  | T  | C  | T  | C  | C  | T  | C  | T  | C  | T  | C  | C  | T  | T  | C  | T  | T  | C  |
| Risultato | N  | P  | V | V | V | V | N | N | N | N  | P  | P  | P  | P  | N  | N  | P  | N  | P  | V  | P  | P  | N  | N  | V  | P  | V  | N  | V  | P  | P  | N  | P  | P  |
| Posizione | 14 | 15 | 9 | 4 | 2 | 2 | 2 | 3 | 3 | 4  | 5  | 9  | 11 | 12 | 14 | 13 | 15 | 16 | 16 | 16 | 17 | 17 | 17 | 17 | 16 | 17 | 15 | 15 | 15 | 16 | 16 | 17 | 17 | 17 |

Fonte:  France » Ligue 1 1963/1964 » Schedule, su worldfootball.net.
Legenda:

Luogo: C = Casa; T = Trasferta. Risultato: V = Vittoria; N = Pareggio; P = Sconfitta.